# 67. Tony-gála
A 67. Tony-gála a 2012/2013-as szezon legjobb Broadway színházi alakításait értékelte. A díjátadót 2013. június 9-én tartották a New York-i Radio City Music Hallban, a műsor házigazdája Neil Patrick Harris volt. A ceremóniát a CBS televízióadó közvetítette élőben, a jelöltek listáját 2013. április 30-án hozták nyílvánosságra.

## Győztesek és jelöltek
A nyertesek félkövérrel jelölve.
| Legjobb színdarab | Legjobb musical |
| --- | --- |
| - Vanya and Sonia and Masha and Spike – Christopher Durang - The Assembled Parties – Richard Greenberg - Lucky Guy – Nora Ephron - Mária testamentuma – Colm Tóibín | - Kinky Boots - Bring It On: The Musical - A Christmas Story: The Musical - Matilda the Musical |
| Legjobb színdarab újra a színpadon | Legjobb musical újra a színpadon |
| - Nem félünk a farkastól - Golden Boy - Ne hagyj el! - Út az ismeretlenbe | - Pippin - Annie - The Mystery of Edwin Drood - Hamupipőke |
| Legjobb férfi főszereplő színdarabban | Legjobb női főszereplő színdarabban |
| - Tracy Letts – Nem félünk a farkastól (George) - Tom Hanks – Lucky Guy (Mike McAlary) - Nathan Lane – The Nance (Chauncey) - David Hyde Pierce – Vanya and Sonia and Masha and Spike (Vanya) - Tom Sturridge – Ne hagyj el! (Phillip)                                    | - Cicely Tyson – Út az ismeretlenbe (Miss Carrie Watts) - Laurie Metcalf – The Other Place (Juliana Smithton) - Amy Morton – Nem félünk a farkastól (Martha) - Kristine Nielsen – Vanya and Sonia and Masha and Spike (Sonia) - Holland Taylor – Ann (Ann Richards)                                                  |
| Legjobb férfi főszereplő musicalben | Legjobb női főszereplő musicalben |
| - Billy Porter – Kinky Boots (Lola) - Bertie Carvel – Matilda the Musical (Miss Trunchbull) - Santino Fontana – Hamupipőke (Topher) - Rob McClure – Chaplin (Charlie Chaplin) - Stark Sands – Kinky Boots (Charlie Price)                                                 | - Patina Miller – Pippin (A főhős) - Stephanie J. Block – The Mystery of Edwin Drood (Edwin Drood / Miss Alice Nutting) - Carolee Carmello – Scandalous: The Life and Trials of Aimee Semple McPherson (Aimee Semple McPherson) - Valisia LeKae – Motown: The Musical (Diana Ross) - Laura Osnes – Hamupipőke (Ella) |
| Legjobb férfi mellékszereplő színdarabban | Legjobb női mellékszereplő színdarabban |
| - Courtney B. Vance – Lucky Guy (Hap Hairston) - Danny Burstein – Golden Boy (Tokio) - Richard Kind – The Big Knife (Marcus Hoff) - Billy Magnussen – Vanya and Sonia and Masha and Spike (Spike) - Tony Shalhoub – Golden Boy (Mr. Bonaparte)                            | - Judith Light – The Assembled Parties (Faye) - Carrie Coon – Nem félünk a farkastól (Honey) - Shalita Grant – Vanya and Sonia and Masha and Spike (Cassandra) - Judith Ivey – The Heiress (Lavinia Penniman) - Condola Rashād – Út az ismeretlenbe (Thelma)                                                         |
| Legjobb férfi mellékszereplő musicalben | Legjobb női mellékszereplő musicalben |
| - Gabriel Ebert – Matilda the Musical (Mr. Wormwood) - Charl Brown – Motown: The Musical (Smokey Robinson) - Keith Carradine – Hands on a Hardbody (JD Drew) - Will Chase – The Mystery of Edwin Drood (John Jasper / Mr. Clive Paget) - Terrence Mann – Pippin (Charles) | - Andrea Martin – Pippin (Berthe) - Annaleigh Ashford – Kinky Boots (Lauren) - Victoria Clark – Hamupipőke (Marie/Tündér keresztanya) - Keala Settle – Hands on a Hardbody (Norma Valverde) - Lauren Ward – Matilda the Musical (Miss Jennifer "Jenny" Honey)                                                        |
| Legjobb szövegkönyv musicalben | Legjobb eredeti zene |
| - Matilda the Musical – Dennis Kelly - A Christmas Story: The Musical – Joseph Robinette - Kinky Boots – Harvey Fierstein - Hamupipőke – Douglas Carter Beane | - Kinky Boots – Cyndi Lauper (zene és dalszöveg) - A Christmas Story: The Musical – Benj Pasek, Justin Paul (zene és dalszöveg) - Hands on a Hardbody – Trey Anastasio (zene), Amanda Green (zene és dalszöveg) - Matilda the Musical – Tim Minchin (zene és dalszöveg)                                              |
| Legjobb díszlettervezés színdarabban | Legjobb díszlettervezés musicalben |
| - John Lee Beatty – The Nance - Santo Loquasto – The Assembled Parties - David Rockwell – Lucky Guy - Michael Yeargan – Golden Boy | - Rob Howell – Matilda the Musical - Anna Louizos – The Mystery of Edwin Drood - Scott Pask – Pippin - David Rockwell – Kinky Boots |
| Legjobb jelmeztervezés színdarabban | Legjobb jelmeztervezés musicalben |
| - Ann Roth – The Nance - Soutra Gilmour – Cyrano de Bergerac - Albert Wolsky – The Heiress - Catherine Zuber – Golden Boy | - William Ivey Long – Hamupipőke - Gregg Barnes – Kinky Boots - Rob Howell – Matilda the Musical - Dominique Lemieux – Pippin |
| Legjobb látványtervezés színdarabban | Legjobb látványtervezés musicalben |
| - Jules Fisher, Peggy Eisenhauer – Lucky Guy - Donald Holder – Golden Boy - Jennifer Tipton – Mária testamentuma - Japhy Weideman – The Nance | - Hugh Vanstone – Matilda the Musical - Kenneth Posner – Hamupipőke - Kenneth Posner – Kinky Boots - Kenneth Posner – Pippin |
| Legjobb hangkeverés színdarabban | Legjobb hangkeverés musicalben |
| - Leon Rothenberg – The Nance - John Gromada – Út az ismeretlenbe - Mel Mercier – Mária testamentuma - Peter John Still, Marc Salzberg – Golden Boy | - John Shivers – Kinky Boots - Jonathan Deans, Garth Helm – Pippin - Peter Hylenski – Motown: The Musical - Nevin Steinberg – Hamupipőke |
| Legjobb színdarabrendező | Legjobb musicalrendező |
| - Pam MacKinnon – Nem félünk a farkastól - Nicholas Martin – Vanya and Sonia and Masha and Spike - Bartlett Sher – Golden Boy - George C. Wolfe – Lucky Guy | - Diane Paulus – Pippin - Scott Ellis – The Mystery of Edwin Drood - Jerry Mitchell – Kinky Boots - Matthew Warchus – Matilda the Musical |
| Legjobb koreográfia | Legjobb zenekar |
| - Jerry Mitchell – Kinky Boots - Andy Blankenbuehler – Bring It On: The Musical - Peter Darling – Matilda the Musical - Chet Walker – Pippin | - Stephen Oremus – Kinky Boots - Christopher Nightingale – Matilda the Musical - Ethan Popp and Bryan Crook – Motown: The Musical - Danny Troob – Hamupipőke |

### Különdíjak
- A legjobb körzeti színház: Huntington Theater Company
- Isabelle Stevenson-díj: Larry Kramer
- Tiszteletbeli Tony-díj kiválló színházi teljesítményért: Michael Bloomberg, Career Transition For Dancers, William "Bill" Craver, Peter Lawrence, The Lost Colony, Sophia Gennusa, Oona Laurence, Bailey Ryon, Milly Shapiro
- Tony-különdíj: Bernard Gersten, Ming Cho Lee, Paul Libi

## In Memoriam
A gála "in memoriam" szegmense az alábbi, 2012-ben/2013-ban elhunyt személyekről emlékezett meg:
- Jean Stapleton
- Richard Adler
- Richard Briers
- Hal David
- Nora Ephron
- Charles Durning
- Bonnie Franklin
- Joan Stein
- Milo O'Shea
- Jack Klugman
- Martin Richards
- Martin Pakledinaz
- Porter Van Zandt
- Virginia Gibson
- Arthur Storch
- Andy Griffith
- Victor Spinetti
- Richard Griffiths
- Gore Vidal
- John Kerr
- Roy Miller
- Mark O'Donnell
- Larry L. King
- Celeste Holm
- Eugene V. Wolsk
- Larry Payton
- Gloria Hope Sher
- Manheim Fox
- Albert Marre
- James Grout
- Sam Crothers
- Marvin Hamlisch

## Előadott számok
- Matilda the Musical ("Naughty", "Revolting Chiöldren", "When I Grow Up")
- Bring It On: The Musical ("It's All Happening")
- Hamupipőke ("In My Own Little Corner", "Impossible", "Ten Minutes Ago")
- Motown: The Musical
- Annie ("It's the Hard Knock Life", "Little Girls")
- A Christmas Story: The Musical ("You'll Shoot Your Eye Out")
- Pippin ("Corner of the Sky", "Magic to Do")
- Kinky Boots ("Everybody Say Yeah")[6]

## Fordítás
- Ez a szócikk részben vagy egészben  a(z)   67th Tony Awards című angol Wikipédia-szócikk fordításán alapul.  Az eredeti cikk szerkesztőit annak laptörténete sorolja fel. Ez a jelzés csupán a megfogalmazás eredetét és a szerzői jogokat jelzi, nem szolgál a cikkben szereplő információk forrásmegjelöléseként.